# 이은주 (1969년)
이은주(李恩周, 1969년 9월 2일~)는 대한민국의 정치인이다.
역무원 출신으로, 1993년 서울지하철공사에 입사하였다. 1994년 전국철도지하철노조협의회 파업투쟁 참가로 직위해제되었고, 1995년 노조 중앙 집행부 여성부장과 정책부장으로 활동했다. 2008년 여성 최초로 역무 지회장에 당선되어 이명박 정권의 공기업 사유화 정책에 대항하는 과정에서 해임되었다. 2013년 서울지하철노조 정책실장에 임명되어 노사교섭, 노정교섭을 통해 노동조합 활동을 수행했다.

## 경력
- 2019.08: 정의당 서울시당 노원구 위원회 운영위원
- 2019.11: 정의당 시민을위한공공기관특별위원회 위원장
- 2020.05~2021.05: 정의당 원내부대표
- 2021.05~2022.05: 정의당 원내수석부대표
- 2021.05~2022.05: 정의당 원내대변인
- 2022.05~2023.05: 정의당 원내대표
- 2022.06~2022.10: 정의당 비상대책위원회 위원장
- 2023.05~2024.01: 정의당 원내수석부대표
- 2024.06~: 정의당 정무실 실장

### 의정 활동
- 2020.05~2024.01: 제21대 국회의원 (비례대표, 정의당)
  - 2020.06~2022.05: 제21대 국회 전반기 행정안전위원회 위원
  - 2020.06~2021.05: 제21대 국회 전반기 예산결산특별위원회 위원
  - 제21대 국회 전반기 행정안전위원회 법안심사 제2소위원회 위원
  - 2021.04~2021.05: 제21대 국회 국무총리(김부겸) 임명동의에 관한 인사청문특별위원회 위원
  - 2021.11~2022.04: 제21대 국회 중앙선거관리위원회 위원(문상부) 선출에 관한 인사청문특별위원회 위원
  - 2021.12~2022.05: 제21대 국회 정치개혁 특별위원회 위원
  - 2022.07~2024.01: 제21대 국회 후반기 국회운영위원회 위원
  - 2022.07~2024.01: 제21대 국회 후반기 환경노동위원회 위원

## 집회 참가 중 차도 점거
이은주는 서울지하철노조 정책실장으로서, 전국민주노동조합총연맹이 2015년 11월 14일 15시 경에 서울특별시 중구 태평로1가에 있는 서울광장에서 주최한 ‘전국노동자대회’에 참가하였다. 서울광장에서 개최된 사전집회가 종료하자, 이은주는 집회에 참가한 총 66,000여명과 함께 세종대로, 종로대로 등을 점거한 채 광화문광장 방면으로 진출하였다. 이와 같은 과정에서 다수의 집회 참가자들과 함께 서울 종로구 서린로터리 전 차로를 점거하여 육로의 교통을 방해하였다(일반교통방해).
2016년 9월 29일 서울중앙지방법원은 이은주에게 일반교통방해 혐의로 벌금 벌금 1,000,000원을 선고하였다.

## 역대 선거 결과
| 실시년도 | 선거  | 대수 | 직책     | 선거구   | 정당   | 득표수       | 득표율         | 순위         | 당락 | 비고 |
| -------- | ----- | ---- | -------- | -------- | ------ | ------------ | -------------- | ------------ | ---- | ---- |
| 2020년   | 총선  | 21대 | 국회의원 | 비례대표 | 정의당 | 2,697,956 표 | \| \| 9.67% \| | 비례대표 5번 |      | 초선 |
|          | 9.67% |      |          |          |        |              |                |              |      |      |

## 같이 보기
- 대한민국 제21대 국회의원 선거 정의당 후보 목록#비례대표